# Charles Ancillon
Charles Ancillon (Metz, 28 luglio 1659 – 5 luglio 1715) è stato uno scrittore francese.
Calvinista, fuggì in Prussia, ove svolse un'azione di sostegno verso i riformati francesi, che ebbe il suo culmine nel Mémoire (1688).

## Opere
- L'irrévocabilité de l'édit de Nantes (Amsterdam, 1688);
- La France intéressée à rétablir l'édit de Nantes (Amsterdam, 1690);
- Histoire de Soliman II (Rotterdam, 1706);
- Traité des eunuques (1707),